# مختزلة الألفا-5
مختزلة الألفا-5 (بالإنجليزية: 5α-Reductase)‏ المعروف أيضا باسم 4-نازعة الهيدروجين 3-أوكسو-5ألفا-ستيرويد(بالإنجليزية: 3-oxo-5α-steroid 4-dehydrogenases)‏ هو إنزيم يشارك في عملية التمثيل الغذائي الستيرويدي. حيث يشاركون في 3 مسارات الأيضية : حامض الصفراء الحيوي، الاندروجين والاستروجين ،عملية التمثيل الغذائي، وسرطان البروستات. هناك ثلاثة أنواع من ألفا5 مختزلة، والتي تختلف في الأنسجة المختلفة مع التقدم في السن.

## طريقة عمل الانزيم
مختزلة الألفا-5 تحول التستوستيرون إلى ديهدروتستوسترون (DHT). وهناك خلل في اختزال ألفا 5 يكون لها أثر في تقصير من المرحلة anagen (= مرحلة النمو) الشعر الذي يؤدي تدريجيا إلى الصلع. ومن ثم، سيكون مرتفعا جدا بنسبة 5 اختزال ألفا لديهم تأثير تقصير من المرحلة anagen (= مرحلة النمو) الشعر والتصغير من مرحلة نمو hالشعر "

هرمون تستوستيرون.
ديهدروتستوسترون

الفرق الرئيسي هو Δ4، 5 مزدوجا السندات على (أقصى اليسار). الاختلافات الأخرى بين المخططات لا علاقة لها بالهيكل.

## وصلات خارجية
- Testosterone+5-alpha-Reductase في المكتبة الوطنية الأمريكية للطب نظام فهرسة المواضيع الطبية (MeSH).